# George Caleb Bingham

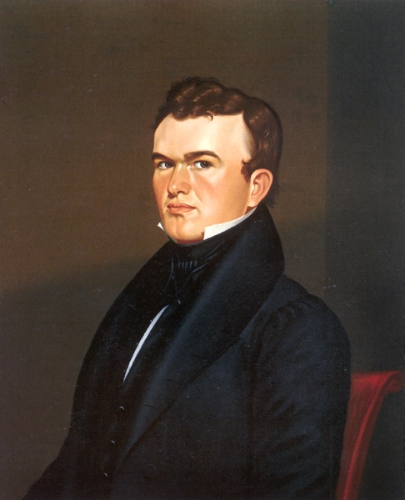
Selbstporträt, 1835

George Caleb Bingham (* 20. März 1811 im Augusta County, Virginia; † 7. Juli 1879 in Kansas City, Missouri) war ein Maler der Düsseldorfer Malerschule und des amerikanischen Realismus sowie Politiker in Missouri.

## Leben

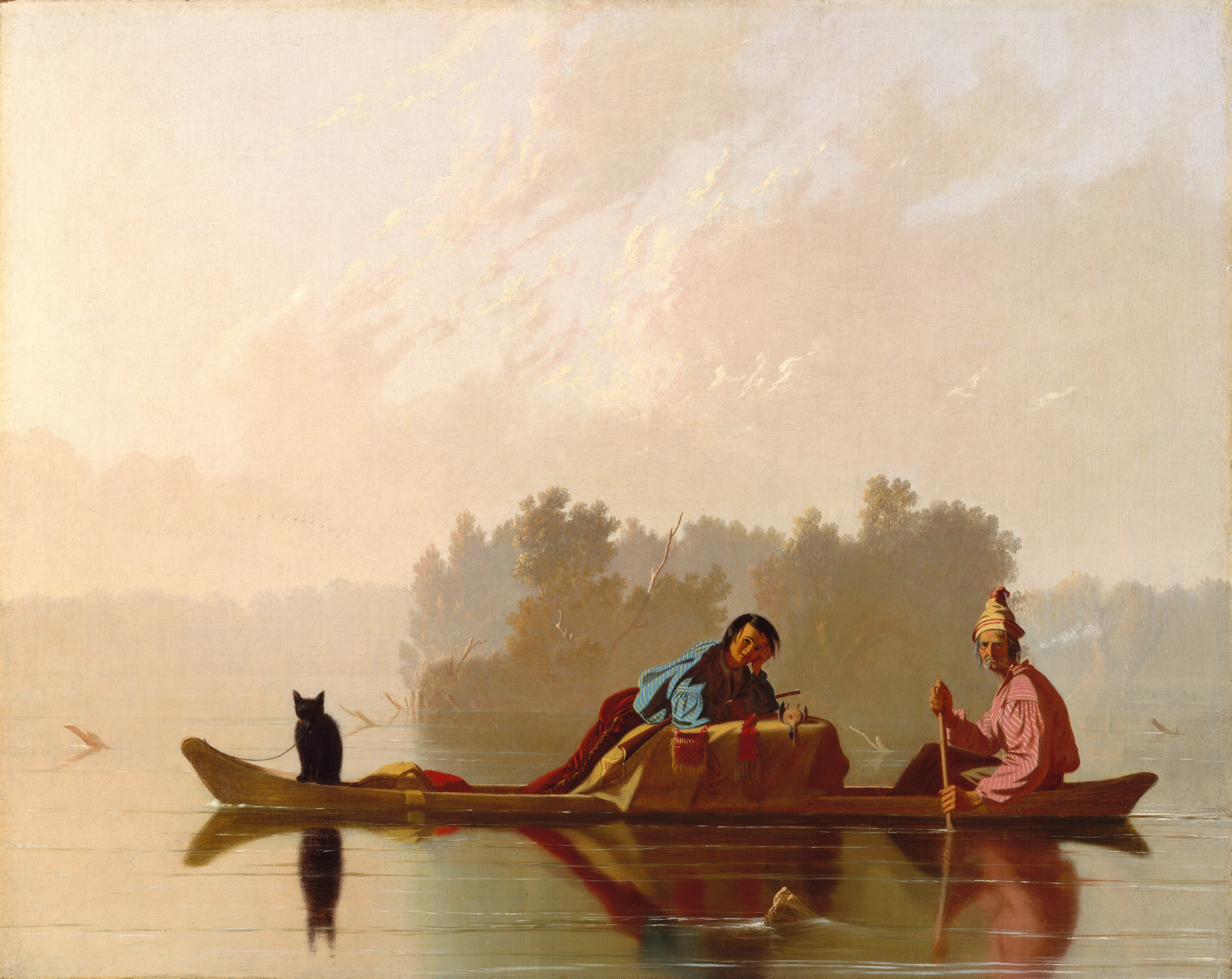
Fur Traders Descending the Missouri, um 1845

Bingham war der Sohn des Farmers Henry Vest und dessen Frau Mary Bingham, geborene Amend. 1819 zog die Familie mit dem achtjährigen Sohn nach Franklin in Missouri, wo er aufwuchs. 1827 begann er eine Ausbildung als Möbelschreiner in Boonville, während er nebenbei bereits malte. Ab 1833 zog er als Porträtmaler entlang des Missouri River, 1835 entstand sein frühestes Selbstporträt. 1838 begann er ein Studium an der Pennsylvania Academy of the Fine Arts in Philadelphia und 1840 hatte er seine erste Ausstellung an der National Academy of Design in New York.
Bis 1843 malte Bingham Porträts amerikanischer Politiker in Washington, ab 1845 entstanden seine bekannten Bilder von Flussszenen, auf denen er das Leben der Menschen entlang des Missouri darstellte. Diese Bilder wurden vor allem durch Stiche der American Art-Union sehr bekannt. In den 1850er Jahren malte er zudem mehrere Genrebilder mit politischem Inhalt.
Bereits seit 1840 war Bingham in Missouri politisch aktiv. 1848 wurde er Abgeordneter im Repräsentantenhaus des Staates. Nach 1850 kam es zu regelmäßigen Reisen nach New York, Philadelphia und Washington D.C. Von 1856 bis 1859 weilte er zum Studium in Düsseldorf. 1862 wurde er dann Finanzminister (State Treasurer) von Missouri und Adjutant general. 1877 bekam er einen Lehrstuhl an der Missouri School of Art in Columbia, ging danach nach Boonville und schließlich nach Kansas City, wo er 1879 an der Cholera verstarb.

## Literatur

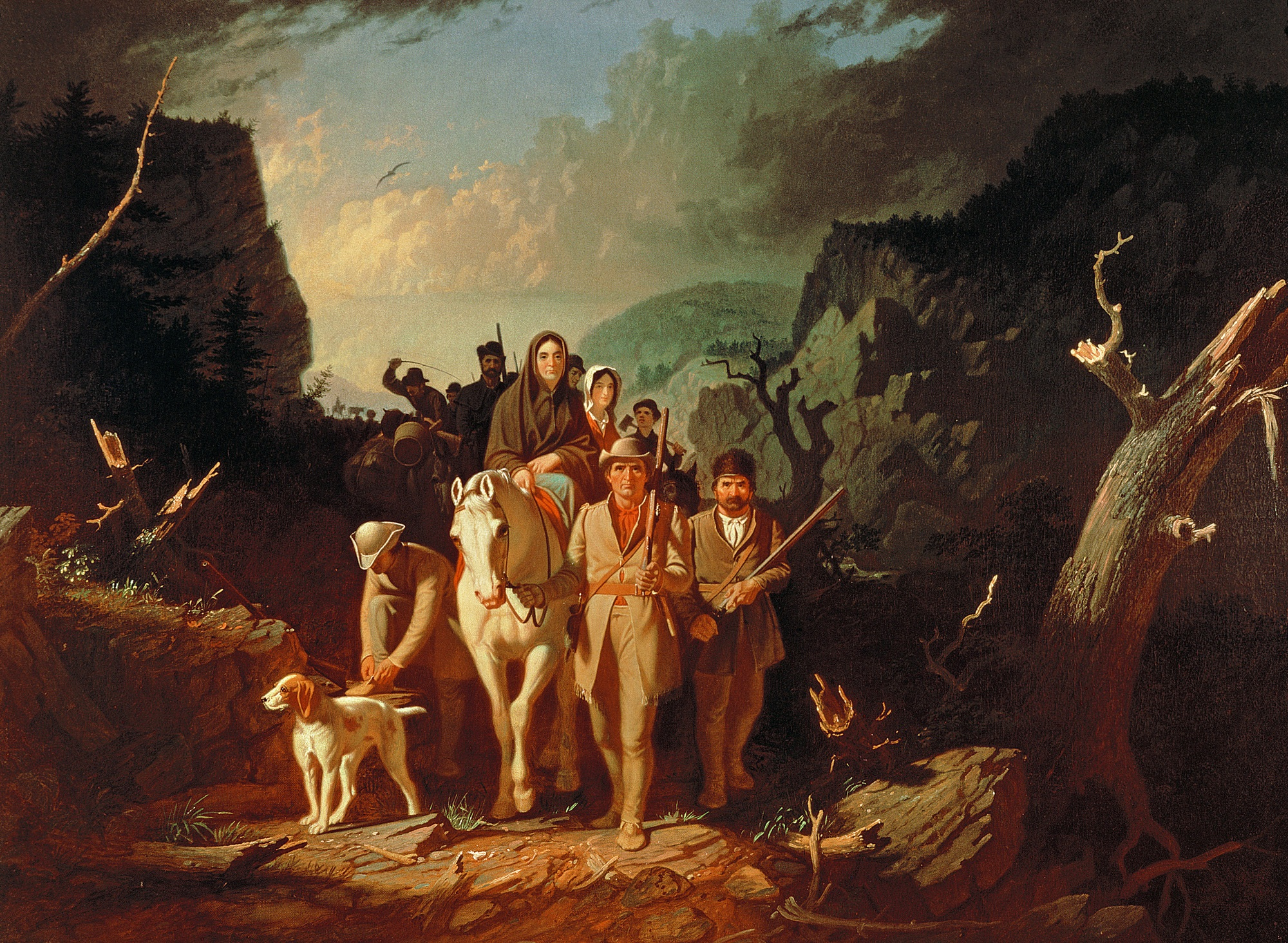
Daniel Boone Escorting Settlers Through the Cumberland Gap, 1851/52